# Shotokuvirae
Shotokuvirae är ett rike av virus som ingår i virusdomänen Monodnaviria.